# Lenka
Lenka, de son vrai nom Lenka Kripac, est une auteure-compositrice-interprète australienne née le 19 mars 1978 à Bega en Australie.  

## Biographie
Fille du musicien de trompette de jazz de Tchécoslovaquie Jiří Křipač et d'une institutrice australienne, Eden, Lenka est élevée dans la ville côtière australienne de Bega jusqu'à l'âge de sept ans, date à laquelle sa famille déménage à Sydney. C'est là qu'elle a suivi sa scolarité, sa formation théâtrale et musicale, et qu'elle a commencé à travailler en tant qu'actrice de théâtre très appréciée, puis en tant que musicienne.
Lenka sort son premier single, The Show en avril 2008. Un succès (21e en Suisse, 4e en Belgique et 13e en Australie) qui se poursuivra par un album intitulé Lenka, en mai 2008. Le single Trouble Is A Friend suivra en septembre de la même année. Il se placera en 10e position en Norvège et en 39e en Australie.
En 2011 sort son deuxième album studio intitulé Two.

## Discographie

### Albums
- 2008 : Lenka

1. The Show
2. Bring Me Down
3. Skipalong
4. Don't Let Me Fall
5. Anything I'm Not
6. Knock Knock
7. Dangerous And Sweet
8. Trouble Is A Friend
9. Live Like You're Dying
10. Like A Song
11. We Will Not Grow Old

- 2011 : Two

1. Two
2. Heart Skips a Beat
3. Roll with The Punches
4. Sad Song
5. Everything at Once
6. Blinded by Love
7. Here to Stay
8. You Will be Mine
9. Shock me Into Love
10. Everything's Okay
11. The End of The World

- 2013 : Shadows
- 2015 : The Bright Side
- 2017 : Attune
- 2020 : Recover

### Singles
- 2008 : The Show
- 2008 : Trouble Is A Friend

## Cinéma
- The Show est repris dans le film Le Stratège (Moneyball : L'art de gagner) avec Brad Pitt
- Une version japonaise de The Show, par Milet, est reprise dans le film d’animation Wonderland: le royaume sans pluie, de Keiichi Hara
- Trouble is a friend est repris dans le film Easy A (2010) avec Emma Stone
- Dans Grey's anatomy ses chansons sont souvent utilisées

## Publicité
À partir de février 2010, la chanson The show sert de support musical à la publicité radiophonique et télévisée des assurances GMF.
La chanson Bring Me Down sera également reprise pour une publicité de peinture Dulux.
Microsoft utilise la chanson Everything at Once, tirée du deuxième album de Lenka pour la publicité de Windows 8, en 2012.
2021 : sa chanson We are the brave devient la sonnerie par défaut des téléphones Honor (Huawei).